# Pod Bučnico - melišča
Pod Bučnico - melišča este o arie protejată (arie specială de conservare — SAC, sit de importanță comunitară — SCI) din Slovenia întinsă pe o suprafață de 4,82 ha, integral pe uscat.

## Localizare
Centrul sitului Pod Bučnico - melišča este situat la coordonatele 46°10′09″N 13°44′51″E / 46.1691°N 13.7474°E.

## Înființare
Situl Pod Bučnico - melišča a fost declarat sit de importanță comunitară în aprilie 2004 pentru a proteja un număr necunoscut de specii din flora spontană și fauna sălbatică aflate în arealul zonei. Situl a fost protejat și ca arie specială de conservare în februarie 2012.

## Biodiversitate
Situată în ecoregiunea alpină, aria protejată conține 1 habitat natural: Grohotișuri medio-europene calcaroase, de la nivel colinar și montan.
La baza desemnării sitului se află un număr nedeclarat de specii protejate.